# Pyrgocorypha shirakii
Pyrgocorypha shirakii är en insektsart som beskrevs av Heinrich Hugo Karny 1907. Pyrgocorypha shirakii ingår i släktet Pyrgocorypha och familjen vårtbitare. Inga underarter finns listade i Catalogue of Life.